# Vincenzo Dolce
Vincenzo Dolce (Salerno, 1995. május 11. – ) világbajnok olasz válogatott vízilabdázó, a Sport Management játékosa.

## Sportpályafutása
A Circolo Nautico Salerno együttesében kezdett vízilabdázni, majd Rari Nantes Salerno csapatában játszott egészen 18 éves koráig. 2015-ben LEN-Európa-kupát nyert a Posillipo Napoli színeiben az ugyancsak nápolyi rivális, Acquachiara ellen.

## Eredmények

### Klubcsapattal

#### Posillipo Napoli
- LEN-Európa-kupa: Aranyérmes: 2015

### Válogatottal

#### Olaszország
- Világbajnokság: Aranyérmes: Kvangdzsu, 2019